# 36.º Batalhão de Infantaria Motorizado
O 36.º Batalhão de Infantaria Mecanizado (36.º B I Mec) é uma unidade do exército brasileiro, localizado no bairro Chácaras Tubalina, Zona Oeste de Uberlândia (MG), Sudeste do país. É subordinada a 3.ª Brigada de Infantaria Motorizada, em Cristalina, Goiás.

## Histórico
Originado do desmembramento do 6.º Batalhão de Caçadores de Ipameri-GO, foi deslocado para Uberlândia em 29 de julho de 1962. Em 1968, passou a denominar-se 36.º Batalhão de Infantaria, até 1972, quando passou a ter a atual denominação e a atual subordinação. Integrou a Missão de Observação das Nações Unidas em Angola (MONUA) e a Missão das Nações Unidas para a estabilização no Haiti (MINUSTAH).
Desde 2002 porta a insígnia da Ordem do Mérito Militar, concedida pelo presidente Fernando Henrique Cardoso.
Desde 2018 possui veículos blindados mecanizados. É atualmente comandada pelo Tenente-Coronel Felipe Rosa Barroso Magno.

## Emprego
Vinculado à 3.ª Brigada de Infantaria Motorizada, é desde 2004 Força de Ação Rápida Regional, com condições rápidas de aprestar, deslocar, cumprir missões de Garantia de Lei e Ordem e ainda realizar prontamente operações motorizadas, aeromóveis ou aerotransportada, sendo que sua mobilidade tática é a do homem a pé.